# Маг-ни-ты
«Маг-ни-ты» — дебютный альбом украинской певицы Луны. Презентация альбома состоялась 20 мая 2016 года в Киеве в клубе Bel Etage.
Первый сингл «Луна», вместе с клипом вышли 27 августа 2015 года. Музыку к песне написала Айна Вильберг, киевский диджей Borys (Борис Степаненко) сделал аранжировку на слова Лизы Готфрик в соавторстве с Луной. Режиссёр клипа — Луна.
Второй сингл альбома «Осень» вышел 15 октября 2015 года на YouTube. Клип был снят на пленочную камеру во дворе родительского дома певицы в Киеве. В клипе снимался трёхлетний сын певицы Георгий. Третий сингл «Алиса» был выпущен 14 декабря 2015 года (режиссер клипа — Алина Гонтарь).
Клип на композицию «Лютики», а также одноименный четвёртый сингл вышли в свет 29 декабря 2015 года, в день рождения Алины Герасимовой, сестры певицы.
9 марта 2016 года "ЛУНА Prod." представили клип на пятый сингл альбома «Мальчик, ты снег». Клип был снят с применением технологии VHS.
Шестой клип на песню «Расстояния» был выпущен вскоре после предыдущего, однако был удалён из сети в связи с претензиями тогдашнего мужа певицы продюсера Юрия Бардаша к чрезмерной, по его мнению, откровенности видео. Сама певица была также недовольна видеоклипом, поскольку, на ее взгляд, данное видео не вписывалось в ее фирменную концепцию DIY.
Седьмой клип на песню «Он с тобою не…» был выпущен 16 июня 2016 года.
Клип был снят на IPhone, а также на пленочную видеокамеру Panasonic. В клипе, помимо Луны, снялась астролог и звезда Instagram Виктория Коха. В клипе применяются экспериментальные технологии видео.
Заключительный сингл альбома на самую популярную песню проекта «Бутылочка» вышел 8 сентября 2016 года. Режиссёром клипа выступил Юрий Бардаш, на тот момент муж певицы.
Видео было снято в Киеве на арт-заводе «Платформа».

## Список композиций
| №                   | Название            | Автор(ы)                            | {{{extra_column}}}         | Длительность |
| ------------------- | ------------------- | ----------------------------------- | -------------------------- | ------------ |
| 1.                  | «Луна»              | Лиза Готфрик                        | Айна Вильберг, Луна, Borys | 4:10         |
| 2.                  | «Затмение»          | Луна, Александр Волощук             | Александр Волощук          | 3:04         |
| 3.                  | «Думала»            | Луна, Александр Волощук             | Александр Волощук          | 4:05         |
| 4.                  | «Осень»             | Луна                                | Александр Волощук          | 3:15         |
| 5.                  | «Бутылочка»         | Луна                                | Александр Волощук          | 4:29         |
| 6.                  | «Магниты»           | Луна, Александр Волощук             | Александр Волощук          | 3:28         |
| 7.                  | «Бэмби»             | Луна, Александр Волощук             | Александр Волощук          | 3:42         |
| 8.                  | «Лютики»            | Луна, Александр Волощук             | Александр Волощук          | 3:18         |
| 9.                  | «Туман»             | Луна                                | Александр Волощук          | 2:32         |
| 10.                 | «Расстояния»        | Луна, Александр Волощук             | Александр Волощук          | 3:28         |
| 11.                 | «Он с тобою не...»  | Луна, Александр Волощук             | Александр Волощук          | 2:59         |
| 12.                 | «Алиса»             | Луна, Александр Волощук             | Александр Волощук          | 4:15         |
| 13.                 | «Мальчик, ты снег»  | Апельсиновый Сок, Александр Волощук | Александр Волощук          | 3:46         |
| Общая длительность: | Общая длительность: | Общая длительность:                 | Общая длительность:        | 46:31        |

## Релиз и промоушн
Альбом «Маг-ни-ты» был выпущен на CD лейблом "ЛУНА prod.", а также выпущен для цифрового скачивания на сервисах Apple Music, Google Play Music, Яндекс.Музыка, Spotify.
Также альбом был выпущен в формате аудиокассеты (лейбл Electronica Records, Россия).

## Бекграунд
Для записи альбома Луна вдохновилась музыкой эпохи 1990-х годов. В интервью среди своих кумиров певица неоднократно называет Линду, группу «Гости из будущего», Анжелику Варум и др. Песни Луны отражают ее личные переживания, описывают различные моменты из жизни певицы либо ее друзей.
Презентация альбома «Маг-ни-ты» состоялась в киевском клубе Bel Etage, перед концертом певица самостоятельно раздавала флаеры. Осенью 2016 года коллектив «ЛУНА» отправился в тур в поддержку альбома и дал концерты в Москве, Екатеринбурге, Риге и Тель-Авиве.

## Оценки
Луна характеризовала стиль своего дебютного альбома как «душевный поп».
16 мая 2016 года издание Wonderzine.com назвало певицу Луну «перспективным новичком»: «Луна нарочно поддерживает образ DIY-проекта, снимая клипы на коленке и выкладывая свои треки „ВКонтакте“. Кристина записывает мечтательный поп, в равной степени вдохновлённый современностью и родными 90-ми», «Альбом „Магниты“ звучит как живая запись хитов 90-х, с поправкой на то, что сейчас на дворе всё-таки 2016 год», «…тексты нарочно оперируют наивными образами юношеской любви, которые Кристина поет просто и без изысков. Однако всё это так хорошо подогнано друг к другу, что получается ровно такой поп, которого очень не хватает на русском языке (и не только)».
20 мая 2016 года в своем обзоре альбома издание The-Flow.ru дало следующую рецензию: «Луна очаровывает своей скромностью: тут и практически самодельные клипы, и фотосессии в стилистике журнала „Птюч“, и вкрадчивые песни, совсем не заточенные под то, чтобы звучать из каждого телефона», «К тому, что украинская поп-сцена особенно внимательно следит за трендами, было сказано немало: альбом „Магниты“ продолжает эту линию — тут есть и хаус, и намеки на британский изломанный звук».
25 мая 2016 года Интернет-журнал Büro 24/7 в статье «Новое имя: Певица Луна. Бледна, но все равно нарядна» провел опрос известных людей о дебютном альбоме певицы Луны. Влад Фисун, ведущий радио «Аристократы» ответил: "Выход такого, казалось бы, простого проекта, как «ЛУНА», в музыкальное поле оказался для многих сложным, «проект Кристины — это исследование окружающего мира большими влажными глазами… Исследование, в котором хоть цветы, хоть атмосферные осадки способны вызвать неподдельную дрожь, заставить часами рассматривать, как зной июня растворяет последнюю тучку в небе». Юрий Каплан («Валентин Стрыкало») сказал: «Музыка Луны — безусловно, часть нашего культурного кода, она говорит с поколением девяностых на очень знакомом ему языке, но теперь это разговор со взрослыми людьми. И нет в нем ничего инфантильного».
24 августа 2016 года на сайте американского Vogue появилась статья о Кристине Герасимовой «This Is the Face of Ukraine’s Musical Revolution», в которой Liana Satenstein писала: «Kristina Bardash may just be the unlikeliest face to ever helm a musical revolution», «the songs off of Bardash’s debut album, Magneti, are quietly powerful: hypnotic, repetitive, with light ebbing electro beats under a popping electronic keyboard, dipping into a trancelike lullaby. Her success started organically», «Bardash—her music and her style—has begun to represent a symbol of change in the shifting mainstream, and her rise could not have come at a better time for the Ukrainian music industry».
8 сентября 2016 года Vogue Украина разместил на своем сайте статью «Премьера: новый клип Луны», посвященную выходу в свет клипа на песню «Бутылочка». В этой статье автор описал творчество Луны так: «Фирменная черта Луны — искренность и душевность».
3 сентября 2016 года в рамках Mercedes-Benz Kiev Fashion Days состоялся показ коллекции коллаборации украинского дизайнера Лилии Пустовит совместно с украинским брендом TAGO. Дизайнер была вдохновлена музыкой 1990-х годов и дебютным альбомом Кристины Бардаш, в результате на футболках, трикотаже и олимпийках можно было встретить цитаты из её песен.